# The Man Who Walked Alone
The Man Who Walked Alone ist eine US-amerikanische romantische Komödie aus dem Jahre 1945. Regie führte Christy Cabanne nach einem Drehbuch, das Robert Lee Johnson auf Grund einer Vorlage von Christy Cabanne geschrieben hatte. Die Hauptrollen in dem in Schwarz-Weiß gedrehten Film spielten Dave O’Brien und Kay Aldridge.

## Handlung
Der Kriegsheimkehrer Marion Scott, der in der Heimatstadt eines Kameraden leben möchte, will die letzten Kilometer per Autostop zurücklegen. Es hält aber niemand an. Ein Farmer, der das beobachtet, bringt ihn dazu, sich dafür mitten auf die Straße zu stellen. Das Ergebnis: Marion liegt im Straßengraben und das Auto, das er anhalten wollte, hat einen Platten. Marion gelingt es, die Fahrerin Wilhelmina „Willie“ Hammond dazu zu bringen, dass sie ihn als Gegenleistung für die Reparatur mit in die Stadt nimmt. Das Auto ist aber als gestohlen gemeldet, und so werden die beiden bald von der Polizei angehalten und landen im lokalen Gefängnis. Willie hatte Streit mit Alvin Bailey, den sie nach Willen ihrer Familie in zwei Tagen heiraten soll und ist dann mit dessen Auto weggefahren. Alvin möchte nicht, dass seine Verlobte im Gefängnis sitzt und zieht die Anzeige zurück. Wieder frei fahren Willie und Marion zum Hammondanwesen. Willie, die sich Marion gegenüber als Sekretärin ausgibt, findet ihren Schlüssel nicht und bringt Marion dazu, ein defektes Fenster aufzubrechen, ins Haus zu gehen und ihr dann von innen die Türe zu öffnen. Als er sie hereinlassen will stehen jedoch zwei Polizisten vor der Tür. Marion verweist auf Willie, die sich weiterhin weder ihm noch der Polizei zu erkennen geben will. So landen die beiden wieder im Gefängnis. Dort wird Willie von einem Reporter erkannt, sodass die beiden bald wieder frei sind.
Zurück im Hammondanwesen (Marions Koffer ist dort geblieben) stellt Willie Marion, in den sie sich mittlerweile verliebt hat, als Chauffeur ein. Sie will damit ihrer Familie, die am nächsten Morgen erwartet wird, einen Grund für dessen Anwesenheit zu geben. Die Familie – Willies neugierige kleine Schwester Pat, ihre unglückliche Tante Harriet, die die Liebe ihres Lebens verloren hat als ihr Vater den Geliebten bezahlt hat, damit er Harriett verlässt, und die unverheiratet geblieben ist, sowie Willies Mutter, die alles daransetzt, ihre Tochter mit Alvin zu verheiraten – ist am nächsten Tag allerdings mehr durch den Skandal darüber, dass Willie im Gefängnis war, besorgt. Alvin, der kurz danach ebenfalls eintrifft, meint dagegen, das alles regeln zu können (genauso wie er sich nach der Hochzeit um das kleine Problem kümmern will, dass Willie ihn nicht liebt). Er will vor allem Marion loswerden. Er versucht, ihn verprügeln, zieht aber sehr schnell und eindeutig den Kürzeren und holt sich dabei ein gut sichtbares blaues Auge. Willies Mutter will Marion feuern und bietet ihm gleichzeitig einen Beruf weit entfernt an, den er aber nicht annimmt. Bald fährt Marion mit Willie im Auto weg, wobei die Familie einen Aufschrei Willies hört. Marion macht Willie einen Heiratsantrag. Willie dagegen meint, vernünftig sein zu müssen und lehnt ab. In der Zwischenzeit durchsucht Alvin Marions Koffer. Aus der Uniform, die er dort findet, schließt er, dass Marion ein Deserteur sein müsse. Daraufhin schickt er den Hausdiener Wiggins mit den Papieren, die er ebenfalls gefunden, sich aber nicht näher angesehen hat, zur Polizei um Marion anzuzeigen. Etwas später ruft er bei der Polizei an und erfährt, dass dies eine bedeutende Angelegenheit sei, und dass am nächsten Tag eine größere Abteilung kommen werde. Alle sind sich nun sicher, dass Marion sehr gefährlich sei. Mit Erleichterung sehen sie die traurige Willie zurückkommen. Sie erzählt, dass Marion bald gehen werde.
Zur geplanten Hochzeit von Alvin und Willie erscheinen am nächsten Morgen nicht nur die eingeladenen Gäste, darunter der Gouverneur des Staates, zu dem Alvin gute Beziehungen hat, sondern auch das Polizeiorchester und die Würdenträger der Stadt, darunter der Bürgermeister. Es stellt sich heraus, dass Marion ein gefeierter Kriegsheld ist, dem die Stadt einen großen Empfang geben will. Auch der Gouverneur schließt sich dem an. Der genervte Marion spielt dabei mit. Nach einem Hinweis ihrer Tante Harriett eilt Willie an Marions Seite, der sie nach kurzem Nachdenken erfreut mitnimmt.

## Hintergrund
Der von der Producers Releasing Corporation (PRC) produzierte Film wurde ab dem 2. Oktober bis Mitte Oktober 1944 gedreht.
Verantwortlich für das Szenenbild war Paul Palmentola.

### Uraufführungen
The Man Who Walked Alone hatte seine Uraufführung am 15. März 1945. Eine deutschsprachige Version gab es nicht.
Auf DVD kam der Film am 28. Februar 2006 heraus.
Der Film wurde von der PRC vertrieben.

## Rezeption

### Kritik
Die Variety schrieb 1945 in ihrer Kritik, dass der Inhalt des Films „in den Händen von Leuten mit einem Sinn für Humor einen passablen Film hätte abgeben können“. So sei es aber nur ein humorloser Film. Bezüglich der Besetzung sei nichts besonders Schlechtes zu sagen, aber auch nichts besonders Gutes. Etwas positiver urteilte E. A. Cunningham in seiner Kritik im Motion Picture Herald. Er meint, „die Möglichkeiten für eine romantische Komödie“ seien „nur teilweise realisiert“ worden. David O’Brien arbeite ernsthaft in der Hauptrolle, habe aber Probleme, da er wenig Action und viel Dialog habe. Walter Catlett, Guinn Williams und Smith Ballew hätten da mehr Glück – sie hätten die besten Dialog- und keine dramatischen Szenen. Der Film sei komisch genug um „das Publikum moderat zu unterhalten“.

### Auszeichnungen
Bei der Oscarverleihung 1946 erhielt Karl Hajos eine Nominierung in der Kategorie Beste Filmmusik (Drama/Komödie). Der Oscar ging jedoch an Miklós Rózsa für den Film Ich kämpfe um dich.